# Euglossa mandibularis
Euglossa mandibularis är en biart som beskrevs av Heinrich Friese 1899. Euglossa mandibularis ingår i släktet Euglossa, tribus orkidébin, och familjen långtungebin. Inga underarter finns listade.